# Kolonia Suchowola
Kolonia Suchowola (Suchowola-Majątek) – nieoficjalna kolonia wsi Suchowola w Polsce położona w województwie łódzkim, w powiecie pajęczańskim, w gminie Rząśnia.
W latach 1975–1998 miejscowość położona była w województwie piotrkowskim.